# Anders Ferm
Anders Jonny Ferm, född 20 februari 1938 i Ockelbo i Gävleborgs län, död 1 oktober 2019 i Maria Magdalena distrikt i Stockholm, var en svensk socialdemokratisk politisk tjänsteman, ambassadör och tidningsman. 
Under många år var Anders Ferm i olika kapaciteter nära rådgivare åt Olof Palme. Ferm var chef för Tidens förlag 1973–1980, Sveriges FN-ambassadör 1983–1988 och därefter ambassadör i Köpenhamn 1988–1990. Under åren 1990–1995 var han chefredaktör för tidningen Arbetet i Malmö. Han återvände därefter till tjänstgöring i utrikesförvaltningen och var åren 1995–2003 Sveriges ambassadör vid OECD i Paris.
Anders Ferm är begravd på Nacka norra kyrkogård.